# NGC 7116
NGC 7116 је спирална галаксија у сазвежђу Лабуд која се налази на NGC листи објеката дубоког неба.
Деклинација објекта је + 28° 56' 48" а ректасцензија 21h 42m 40,4s. Привидна величина (магнитуда) објекта NGC 7116 износи 13,5 а фотографска магнитуда 14,3. NGC 7116 је још познат и под ознакама UGC 11796, MCG 5-51-1, CGCG 493-5, PGC 67218.